# Devihalli, Turuvekere
Devihalli là một làng thuộc tehsil Turuvekere, huyện Tumkur, bang Karnataka, Ấn Độ.